# محمود غلوم
محمود جاسم غلوم (4 نوفمبر 1987) لاعب كرة قدم بحريني يلعب حاليا لصالح نادي الدرجة الأولى المنامة البحريني في مركز الوسط الأيمن من 2005 كما يجيد اللعب في مراكز الوسط الأيمن والجناح الأيسر والوسط الأيسر.